# Georgina (Canada)
Georgina  è una città nel centro-sud Ontario, e il comune più settentrionale della Municipalità Regionale di York. Georgina fa parte della Greater Toronto Area e si trova sulla sponda meridionale del lago Simcoe.

## Storia
La città è nata dalla fusione del villaggio di Sutton, il Comune di Georgina e il Comune di Nord Gwillimbury nel 1971, ed è stata istituita come città nel 1986. Nord Gwillimbury aveva precedentemente fatto parte di Georgina, ma è diventato una propria borgata nel 1826.

## Geografia fisica
I principali quartieri di Georgina sono le comunità di Keswick (Ontario), Belhaven, Sutton (Ontario), Jackson's Point, Baldwin, Virginia, Pefferlaw (Ontario), Port Stradale, Udora (Ontario) e Willow Beach. Altri insediamenti sono di Brighton Beach.

## Società

### Evoluzione demografica
Stando a quanto pubblicato dal censo canadese effettuato 2006:
- Popolazione: 43 517
- Variazione (2006–2011): 2,8%
- Abitazioni: 17 824
- Superficie (km²): 287,72
- Densità (ab./km²): 151,2

### Profilo etnico
- 96,1% - bianchi
- 1,6% - aborigeni
- 0,5% - neri
- 0,3% - cinesi

### Religioni
- 45,7% - protestanti
- 22,4% - cattolici
- 3,3% - altri cristiani
- 0,3% - ebrei
- 28,3% - atei

### Madre lingua
- 90,3% - inglesi
- 1,2% - francesi
- 1,0% - tedeschi
- 1,0% - italiani

## Monumenti e attrazioni
- Campionato canadese di pesca sul ghiaccio
- Captain William Johnson's Old Mill[2]
- St. George's Anglican Church, costruita nel 1877 dalla famiglia di pionieri Sibbald e luogo di sepoltura di Stephen Leacock e Mazo de la Roche[2]
- Roche's Point Anglican Church, costruita nel 1862[2]
- The ROC (Recreational Outdoor Campus), che include il Georgina Pioneer
- Village Museum and Archives
- Red Barn Theatre, il teatro estivo più antico del Canada.[2]
- Stephen Leacock Theatre
- Duclos Point Nature Reserve
- Georgina Arts Centre and Gallery
- The Peter Gzowski Festival of Stories [3]
- Georgina Public Libraries
- Georgina Skate Park
- Georgina Studio Tour
- York Regional Forests
- Sibbald Point Provincial Park
- Sutton Fair and Horse Show
- Walking Trails
- The Briars Resort and Golf Club, costruito e di proprietà della famiglia Sibbald
- Ice Fishing, Georgina was proclaimed the Ice Fishing Capital of North America in the 1990s
- Willow Beach Conservation Area